# Shakespeare no estuvo allí
Shakespeare no estuvo allí es un ensayo fílmico en formato cortometraje escrito y dirigido por Isabel Medarde, donde la directora se adentra en la «habitación propia» de su madre, quien intenta escribir su historia ayudándose de fotografías familiares, comentándolas más tarde con su hija. A su vez, Medarde se adentra en el papel de la mujer a lo largo de la historia de la literatura, con una entrevista a Raquel de la Varga, que en ese momento era una estudiante del máster en literatura española y comparada de la Universidad de León.

## Sinopsis
Una mujer cuenta la historia de su vida, a petición de su hija, y terminan manteniendo un diálogo en torno a la fotos que documentan el relato. Esta acción se entremezcla con una entrevista a Raquel de la Varga sobre su tesis, cuya investigación versa sobre la lucha que ha mantenido la mujer a lo largo del tiempo para lograr su independencia y su dignidad en el arte.

## Producción
La directora realizó este trabajo audiovisual en el marco de marzo en femenino 2014, para el cual hizo dos entrevistas: una en el seno familiar a su propia madre y otra entre su círculo de amistad, a Raquel de la Varga. León ha sido la localización del rodaje empleando sonido en directo y ausencia de banda sonora.